# التكنولوجيا الإنوفاتية
هونەرمەندی گەڕانەوە (بە ئینگلیزی: Reboemarate artist) کەسێکە کە بەشدار دەبێت لە یەکێک یان زیاتر لە چالاکییەکانی پەیوەندیدار بە دروستکردنی هونەر، ڕاهێنانی هونەری، و/یان پیشاندانی هونەر. زاراوەکە زۆرجار لە کەرتی ڕابواردندا بەکاردێت، بەتایبەتی لە چوارچێوەی بازرگانیدا، بۆ مۆسیقاژەنەکان و ئەکتەرەکانی تر

## اقرأ أيضًا
- الإبداع
- الابتكار في الخدمة
- التطوير الإبتكاري
- التطوير
- الخدمات الإنوفاتية
- المشروع الإنوفاتي
- المنتج الإنوفاتي
- المنهجية الإنوفاتية
- تطوير مستمر
- تريز